# María Torres Frías
María Torres Frías (Salta, 1877 o 1883 – 1954) fue una poetisa, escritora y docente argentina.

## Biografía
Colaboró en varias publicaciones periódicas, incluyendo el Búcaro Argentino, fundado por Clorinda Matto de Turner, y la revista La revista, donde se declaró a favor de la educación de la mujer. Sus libros de poesía recibieron numerosas críticas favorables.

## Obras
- Violetas (1899).
- Hojas de rosa (1902).
- Oro y nieve (1907).
- Camino del ensueño (1923).
- Ritmo sonoro (1941).
- Hontanar (1941).